# Phiale laticava
Phiale laticava là một loài nhện trong họ Salticidae.
Loài này thuộc chi Phiale. Phiale laticava được Frederick Octavius Pickard-Cambridge miêu tả năm 1901.